# Marcos Freitas
Cet article possède un paronyme, voir Marco Freitas.
Pour les articles homonymes, voir Freitas.
Marcos André Sousa da Silva Freitas (né le 8 avril 1988 à Funchal) est un pongiste portugais qui évolue en France dans le club de l'AS Pontoise-Cergy TT qui dispute le championnat de France de Pro A.

## Palmarès
- Médaille de bronze aux championnats d'Europe en double messieurs en 2008.
- Champion d'Europe en double messieurs en 2011, avec Andrej Gaćina.
- Champion d'Europe par équipe avec le Portugal en 2014[2].
- Vainqueur du Top 12 Européen en 2014.
- Vainqueur de l'Open de République Tchèque en simple en 2014
- Vainqueur de la Ligue des Champions par équipe en 2014.
- Vainqueur aux Jeux européens par équipe en 2015 a Bakou
- Vice-champion d'Europe en simple en 2015
- Vainqueur de la Ligue des Champions par équipe en 2016
- Vainqueur du Master de Lille en 2020 en simple
- Médaillé d'argent en simple messieurs aux Jeux européens de 2023[3].

## Classement mondial
Il a atteint son meilleur classement mondial en avril 2015: n°8 mondial.